# 海地繪畫
海地繪畫以其民俗與宗教的靈感來源，與素人藝術家所呈現的原始風格為特徵。

## 前期
繪畫一直是海地傳統表達的形式之一，例如：壁畫裝飾的展現與起源自18世紀的宗教啟示插畫，以及富有移民家族所引進的歐陸畫作。這些家族也廣邀西方畫家到海地作客，並送自由奴隸到法國學習繪畫以拓展他們的才能。像是著名的Léogâne與Luc地區的肖像畫家們。
亨利·克里斯托夫於海地革命期間(1804)，在海地角創建第一間海地繪畫學府。亞歷山大‧佩蒂翁則於1816年在太子港開辦由法國人授課的藝術學院。之後在1830到60年間，有關奴隸、宗教，特別是圍繞著巫毒文化的歷史性議題，成為海地藝術家的主要題材，但他們的創作仍被眾多大師的仿作遮住光采。

## 海地素人藝術
美國畫家教授Dewitt Peter於1944年，在太子港創辦藝術與繪畫學院。前期他的授課受學院派、西方與美國的思維影響。之後受到街頭素人藝術風格所感動，Peters決定吸收傳統學生與自學者，並允諾提供給他們足夠的物資，以發揮他們的才能。第一波的藝術家風潮開啟ㄧ批大師的知名度，例如：Hector Hyppolite, Rigaud Benoit, Castera Bazile, Wilson Bigaud, Gesner Abelard與Robert Saint-Brice，並成為「海地素人藝術」運動的濫觴。

法國詩人安德烈·布勒東結合超現實主義思想的作品，在其1943-1945年於海地旅行期間備受崇敬。並因Hector Hyppolite曾以海地繪畫引起法國知識份子的青睞，而出版一篇作品致贈給他。其他的作家像是尚-保羅·沙特，也曾在1949年同個時期造訪這座小島。
在1950年代，海地繪畫產生變革與多樣化發展，並開啟不同樣態的表達方式，但色彩與輪廓始終占有一席之地。當時代雜誌將海地大型畫作放在自家的報刊時，海地素人藝術便開始在世界上嶄露頭角：紐約現代藝術博物館是這次藝術家浪潮作品的最大買家。
「素人藝術」型態是注重平塗色彩與大眾題材的形象藝術風格，例如：街景、生機蓬勃的市集、或打鬥中的動物等......。這些藝術家隨心所欲地掌控自身的作品，而不受制於技巧。在1960年代，買家們爭奪著已成為藝術市場顯學的海地素人藝術作品。此番粗暴的商業利益行為，讓真正的素人藝術手工產業，出走到像是聖光明(Saint Soleil)這類的藝術家聚落，並重返自身思想與靈感來源：巫毒文化的懷抱。

## 巫毒繪畫
巫毒文化出現在海地繪畫裡的時期甚早。其中最具代表與象徵的兩位指標性人物Hector Hyppolite和Robert Saint-Brice，他們的藝術觀點已先後被安德烈·布勒東和安德烈·馬爾羅所讚揚。
1970年代初，Maud Robart和Jean-Claude Garoute(以畫家Tiga一名廣為人知)，一同創辦藝術中心，提供給心繫巫毒奧秘題材的藝術家使用。他們起先定居於太子港的郊區：佩蒂翁維爾(Pétionville)的Nénettes區。雖然經歷未被認可，兩位天才仍朝自身計畫繼續努力。之後在1973年他們遷居到Soisson-la-Montagne，距離太子港20多公里的佩蒂翁維爾山區。他們在這裡邂逅建築工、廚師、園丁與農夫，並提供給他們空間、畫筆與畫布。這群「居民」的畫作都傾向巫毒題材。此團體也被視為一座學院，並被稱為「聖光明」結社。安德烈·馬爾羅曾於1975年造訪此社群，並在短文〈永恆〉中提到：這裡在安德烈·布勒東之後的30年，已然成長茁壯。他描述道：「這是一群深耕海地的藝術家居民。」以解釋海地繪畫蘊藏的魅力與誘惑，並強調這座島上所有的主題，皆有圖像化的轉譯：市集、婚禮、漁獵及宗教；且與古巴、巴西有異曲通工之妙。
聖光明結社於1978年分道揚鑣，但仍有深陷其中且才華洋溢的畫家決定繼續創作。並因《聖光明故事》一書形塑出一個不存在的集社，與隨之而來的「光明五大家」之稱：Louisiane Saint Fleurant、Denis Smith、Dieuseul Paul、 Levoy Exil 和Prospère Pierre Louis。這些藝術家們散居各地，但在他們的努力下，大量的畫作打開他們的知名度。也有些畫家像是Payas或 Stevenson Magloire (Louisiane Saint Fleurant的兒子，因暗殺而死) 名聲已遠播至歐洲與美國。
長期來看，我們可以發現這些藝術家的畫作，出現在一些不可信任的的商家裡，包含一些販賣素人藝術繪畫給觀光客的店家。而今日圍繞著巫毒繪畫與名家畫作的交易，通常都是美國、法國畫廊中的高價買賣。

## 外部連結
- （法文） Carlo Avierl Célius, « La création plastique et le tournant ethnologique en Haïti », Gradhiva, 1 | 2005, [En ligne, 10 décembre 2008] （页面存档备份，存于）
- （法文） Jean-Marie Drot, « Malraux en Haïti », Etonnants Voyageurs, [En ligne 10 mars 2010]
- （法文） Art naïf
- （法文） http://sites.google.com/site/saintsoleilhaiti/ （页面存档备份，存于）
- （法文） http://artmajeur.com/lalandearthaiti/ （页面存档备份，存于）
- （法文） Exposition au Grand Palais : Deux siècles de création artistique du 19 Novembre 2014 au 15 Février 2015[永久]